# David Wijnkoop
David Joseph Wijnkoop (Amsterdam, 11 maart 1876 - aldaar, 7 mei 1941) was een Nederlandse communistische voorman in de eerste helft van de twintigste eeuw. Hij was de oudste zoon van (opper)rabbijn Joseph Wijnkoop.

## Levensloop
Op het Barlaeus Gymnasium werd hij statutair niet toegelaten als lid van de schoolvereniging Disciplina Vitae Scipio, omdat hij Jood was. Hij brak in 1909 met de SDAP en was met Jan Ceton medeoprichter van de Sociaal-Democratische Partij (SDP), waaruit de Communistische Partij Holland (CPH) ontstond. Wijnkoop was leider van de communisten in de jaren rond de Eerste Wereldoorlog. Hij agiteerde fel tegen de sociaaldemocraten en organiseerde in Amsterdam demonstraties tegen de Amsterdamse SDAP-wethouder Wibaut. Op 13 november 1918 probeerde hij in Amsterdam een revolutie te ontketenen. Tijdens een bijeenkomst in de Diamantbeurs riep Wijnkoop op tot de oprichting van arbeiders- en soldatenraden om de macht over te nemen. Een optocht van enkele duizenden trok naar kazernes in de stad, in de hoop dat de soldaten zich bij hen zouden aansluiten. Bij de kazernes werden de betogers echter met geweld teruggedrongen door het leger, waarbij uiteindelijk vier doden vielen. De paniek en het geweld maakten een einde aan de revolutionaire poging. Wijnkoop trad in 1925 uit de CPH, maar keerde daarin later terug.
Wijnkoop interpelleerde in:
- 1918 de regering over het optreden tegenover de generaal Von Hohenzollern, het optreden van de burgemeester van de gemeente Amsterdam in verband met de bewegingen die daar plaatsvonden en over de situatie in Nederland in verband met de buitenlandse toestand.
- 1918 minister Van Karnebeek over de aanwezigheid van de Duitse ex-keizer in Nederland, over de doortocht van Duitse troepen door Limburg en over de pogroms tegen de joden in Polen en Galicië.
- 1919 minister Van Karnebeek over onderhandelingen van de Nederlandse autoriteiten met diverse autoriteiten in Duitsland.
- 1921 minister Van Karnebeek over te verlenen steun aan de hongerende arbeiders en boeren in Sovjet-Rusland.
- 1922 minister De Graaff over de vervolgingen tegen communisten in Nederlands-Indië.
- 1924 minister Van Swaaij over de loonsverlaging voor het spoorwegpersoneel.
- 1924 minister De Graaff over de door de Indische Regering aangekondigde maatregelen ter bestrijding van de volksbeweging van arbeiders en boeren in Indië.
- 1929 minister Ruijs de Beerenbrouck over de heftige botsingen tussen politie en arbeiders naar aanleiding van de staking in de zinkwitfabriek te Maastricht.
- 1930 minister Donner over huiszoekingen bij communisten.
- 1931 minister Donner over het weren van De Tribune uit openbare leeszalen en uit de stationsboekhandel.
- 1932 minister Beelaerts van Blokland over de Nederlandse houding ten aanzien van de toestand in Shanghai.
- 1932 minister Reymer over de lonen van het spoorwegpersoneel en de voorgenomen loonkortingen daarop.
- 1935 minister Van Lidth de Jeude over de inmenging der regering in het conflict bij de particuliere mijnen.
- 1938 minister Patijn over de erkenning van de koning van Italië als keizer van Ethiopië.
- 1939 minister Goseling over de medewerking van Nederland aan voorziening in de nood van Spaanse kinderen en andere Spaanse vluchtelingen.
- 1939 minister-president Colijn over de oorzaak van het aftreden van de minister van Financiën en de daaruit ontstane gevolgen

In 1931 diende Wijnkoop een initiatiefvoorstel in over bestrijding van de nadelige gevolgen voor arbeiders van de economische crisis; het voorstel werd in 1932 ingetrokken.

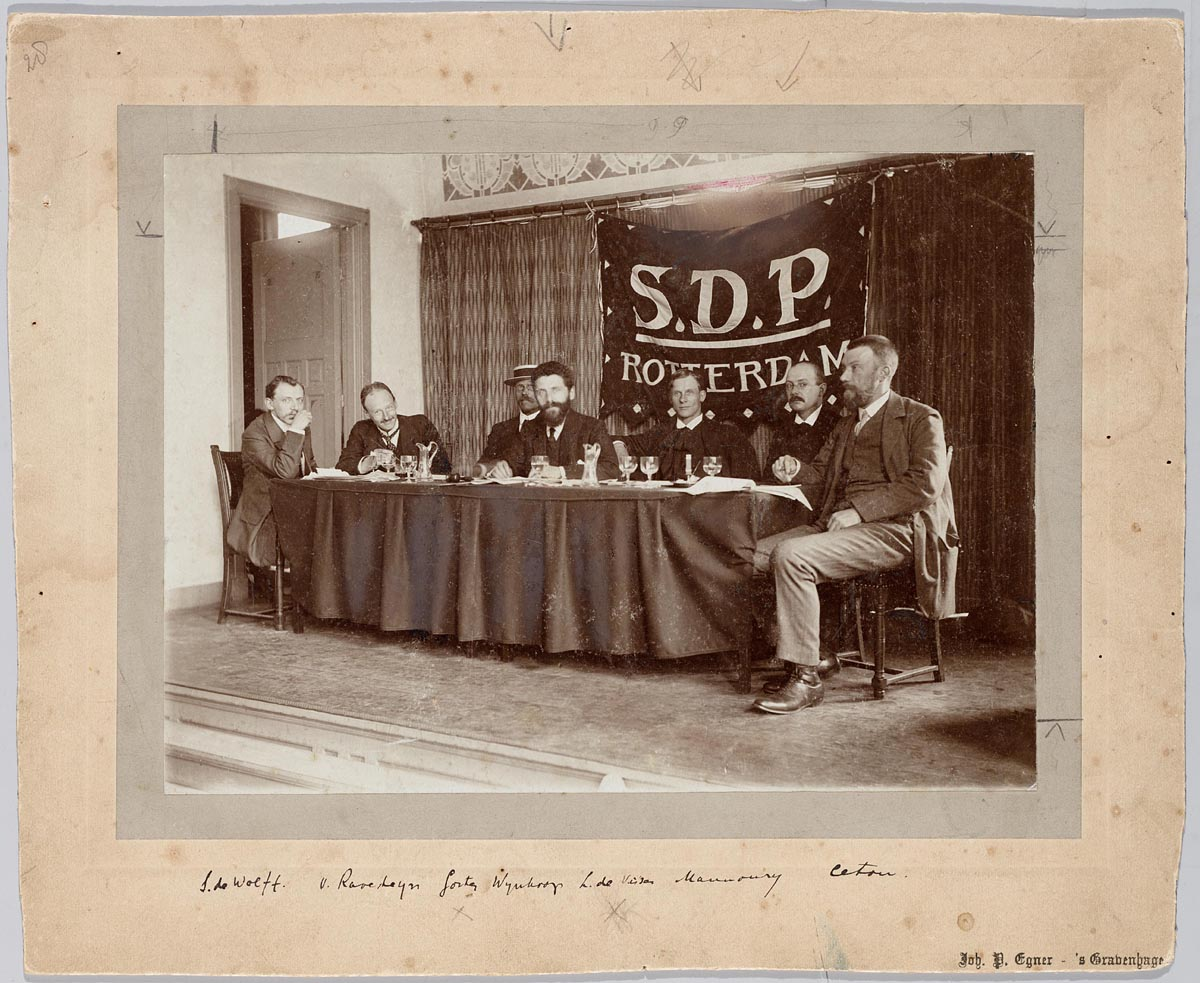
Wijnkoop (midden) in 1911

Wijnkoop richtte in 1907 met Jan Ceton en Van Ravesteyn het tijdschrift De Tribune op. Met de Tribune-groep trad hij uit de SDAP en richtte de Sociaal-Democratische Partij (SDP) op, die in 1919 haar naam veranderde in Communistische Partij Holland (CPH).
Wijnkoop trad met een aantal aanhangers in 1925 uit de CPH. Het conflict hing onder andere samen met de wens om in plaats van Van Ravesteyn een 'arbeidersafgevaardigde' in de Tweede Kamer te krijgen. Hij koos de zijde van Van Ravesteyn. Dankzij de steun van de Communistische Internationale wist de minderheid de strijd met Wijnkoop c.s. te winnen.
Op Prinsjesdag 1932 verstoorde hij met zijn fractiegenoot De Visser in de Ridderzaal de orde door na het uitspreken van de Troonrede te schreeuwen. De overige Kamerleden overstemden hen door luidkeels het Wilhelmus aan te heffen. In 1934 gebeurde hetzelfde waarna hij met zijn partijgenoot hardhandig uit de Ridderzaal werd verwijderd.
Als onderduiker leefde Wijnkoop onder de naam De Vries. Na zijn begrafenis stonden rechercheurs van politie de persoonsbewijzen van de bezoekers te controleren. Zij zeiden "een zekere De Vries" te zoeken. Die was evenwel zojuist begraven.

## Overzicht loopbaan

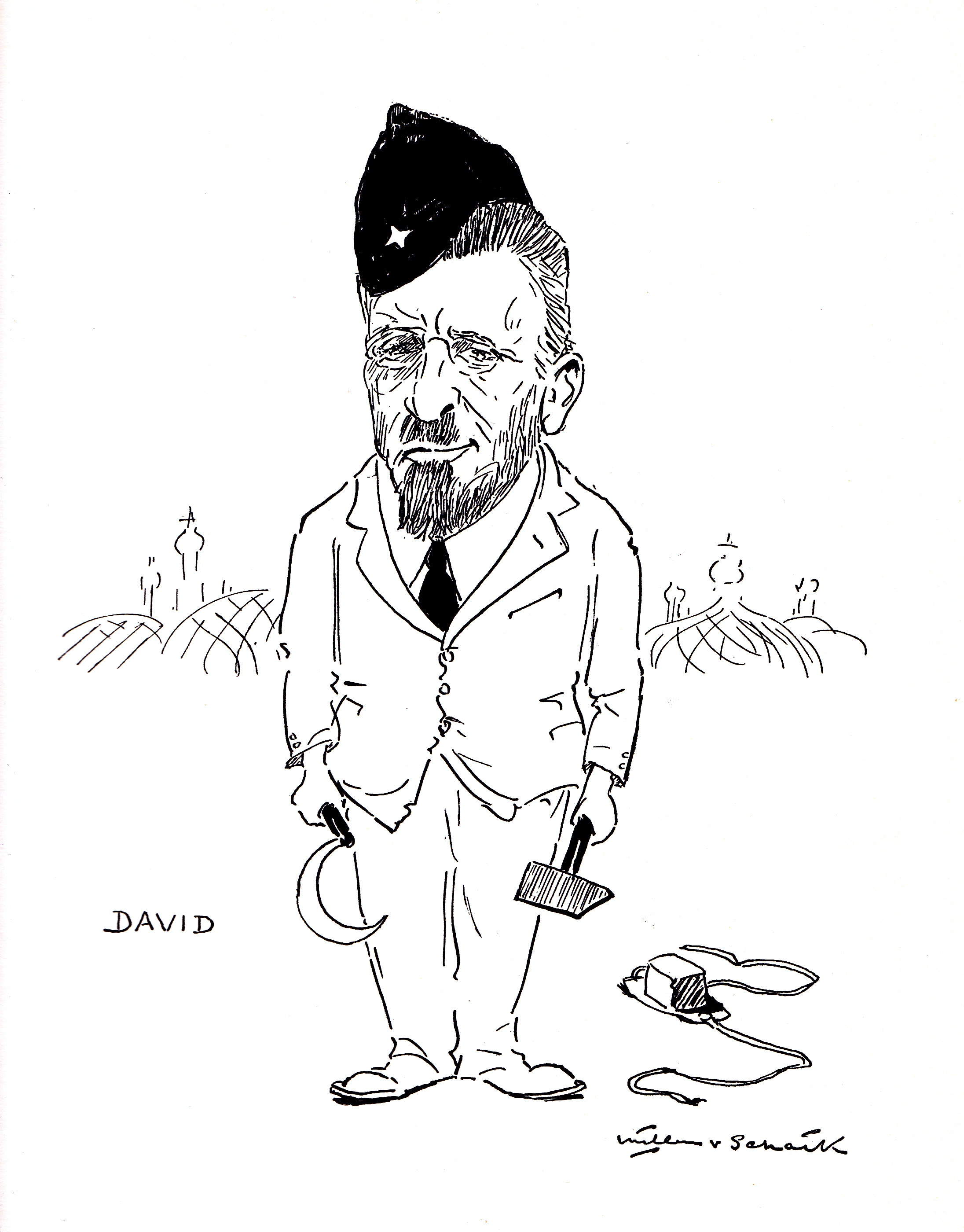
David Wijnkoop (tekening door Willem van Schaik, ca. 1937)

- Inspecteur Arbeidersverzekeringsbank De Centrale, van 1904 tot 1907 (ontslag na conflict met directeur F.W.N. Hugenholtz)
- Redacteur De Tribune, van 19 oktober 1907 tot april 1916 (medeoprichter)
- Bezoldigd propagandist SDP, van 1909 tot 1916
- Hoofdredacteur De Tribune, van 1916 tot 1925
- Lid Tweede Kamer der Staten-Generaal, van 17 september 1918 tot 15 september 1925
- Lid gemeenteraad van Amsterdam, van 2 september 1919 tot 30 juli 1940 (uit de raad verwijderd door de Duitsers vanwege zijn Joodse afkomst)
- Redacteur Communistische Gids, van 1926 tot 1930
- Lid Provinciale Staten van Noord-Holland, van 5 juli 1927 tot 4 juli 1939
- Lid Tweede Kamer der Staten-Generaal, van 17 september 1929 tot 7 mei 1941
- Geïnterneerd te Hoorn, van 10 mei 1940 tot 15 mei 1940
- Ondergedoken te Amsterdam, van juli 1940 tot 7 mei 1941

### Partijpolitieke functies
- Voorzitter SDAP afdeling Amsterdam III, 1891
- Voorzitter SDAP federatie Amsterdam, vanaf 1903
- Lid partijbestuur SDAP, van 1905 tot 1906
- Voorzitter SDP afdeling Amsterdam, van 1909 tot 1916
- Voorzitter SDP/CPH, van 1912 tot 1924
- Executieve Komintern, vanaf 1924
- Fractievoorzitter CPH Tweede Kamer der Staten-Generaal, van 1919 tot 1925
- Fractievoorzitter CPH gemeenteraad van Amsterdam, van 1919 tot 1940

### Nevenfuncties
- Redacteur Propria Cures (moest aftreden na kritiek op zijn artikel over de verloving van de Koningin)
- Medewerker tijdschrift De Globe
- Stakingsleider
- Lid Comité van Verweer in Twente, 1903
- Lid bestuur Bestuursbond te Amsterdam, van 1902 tot 1906
- Medewerker Volksdagblad, 1939

## Opleiding
- Openbare Hendrik Westerschool, Weesperplein te Amsterdam
- Barlaeus Gymnasium te Amsterdam
- Letteren (kandidaats) Gemeentelijke Universiteit te Amsterdam, tot 14 april 1899 (liet studie onvoltooid wegens zijn sociale activiteiten onder invloed van Ferdinand Domela Nieuwenhuis)

## Woonplaats en adressen
- Amsterdam, Plantage Kerklaan (ouderlijk huis)
- Amsterdam, Nieuwe Herengracht 10, van 1907 tot 1910
- Londen (korte tijd)
- Amsterdam, Pretoriusplein 3 III, van 1912 en nog in 1931